# Batalla de Tatayibá
La batalla de Tatajyva fue un enfrentamiento armado entre las fuerzas paraguayas y brasileñas en el marco de la Guerra de la Triple Alianza. Se produjo en la noche del 21 de octubre de 1867 en un lugar conocido como Tatayibá, a unos 5 kilómetros del Fuerte de Humaitá. A diferencia de otras batallas, en ésta participaron exclusivamente las caballerías de ambos bandos y es también conocida como «la batalla de los jinetes».

## Acciones previas
En reiteradas ocasiones, los paraguayos solían llevar a pastar a sus caballos a orillas de la Laguna Hermosa. Enterado del hecho el general Luís Alves de Lima e Silva, Duque de Caxías, decidió lanzar una emboscada para destruir por completo la caballería paraguaya. Convocó entonces a sus mejores oficiales para llevar a cabo la acción. Habitualmente era el entonces Sargento Mayor Bernardino Caballero quien dirigía a sus 4 regimientos de jinetes, quienes desmontados hacían pastar a sus caballos. Pero como medida de seguridad, un regimiento comandado por el Capitán Ángel Castillo permanecían en posición de defensa para proteger los demás regimientos.

## La batalla
Cuando éstos se adelantaron, los brasileños entonces llevaron a cabo su movimiento a través de los bosques e isletas adyacentes al sitio, éstos en total sumaban 21 regimientos de 5.000 jinetes provistos de excelentes montados, los paraguayos se constituían en una fuerza de 1.000 jinetes. Tras una rápida acción, una columna acorraló sorpresivamente al capitán Castillo, a quien lo ultimaron. Luego otra columna se dirigió hacia el sargento mayor Caballero, pero este ya estaba alertado del movimiento enemigo y organizó brillantemente a sus unidades, que rechazaron sucesivas cargas enemigas y las obligaron a replegarse varios centenares de metros. De pronto aparecieron varios regimientos brasileños por la retaguardia, rodeando por completo a las fuerzas paraguayas. Ante esta situación contraria, las fuerzas de Caballero pudieron formar en retirada y dirigirse hacia Humaitá, tras un movimiento de distracción para ser finalmente protegidos por las baterías de la fortaleza.

## Consecuencias
El enfrentamiento duró unas tres horas, las fuerzas paraguayas dejaron el campo unos 400 muertos y 140 prisioneros. Según las fuentes brasileñas, mencionan 600 muertos y 150 prisioneros entre las fuerzas paraguayas. Por su parte, los brasileños admitieron 10 muertos y 113 heridos entre sus filas. Sin embargo, el general Isidoro Resquín menciona una cifra 270 muertos entre los brasileños. Posteriormente y debido a sus destacadas maniobras en esta batalla, Caballero es ascendido a teniente coronel y condecorado por el mariscal Francisco Solano López con la medalla a los combatientes de Tatayibá.